# Montagny (Savoie)
Montagny település Franciaországban, Savoie megyében. Lakosainak száma 659 fő (2022. január 1.). Montagny Bozel, Brides-les-Bains, Feissons-sur-Salins, Notre-Dame-du-Pré és Courchevel községekkel határos.

## Népesség
A település népességének változása:
| Lakosok száma | 669  | 662  | 688  | 661  | 658  | 654  | 651  | 647  | 659  |
|               | 2013 | 2015 | 2016 | 2017 | 2018 | 2019 | 2020 | 2021 | 2022 |